# Gran Premio motociclistico del Sudafrica 2001
Il Gran Premio motociclistico del Sudafrica 2001 corso il 22 aprile, è stato il secondo Gran Premio della stagione 2001 e ha visto vincere: la Honda di Valentino Rossi nella classe 500, Daijirō Katō nella classe 250 e Yōichi Ui nella classe 125.

## Classe 500

### Arrivati al traguardo
| Pos | Nº | Pilota                   | Squadra                    | Motocicletta | Giri | Tempo     | Griglia | Punti |
| --- | -- | ------------------------ | -------------------------- | ------------ | ---- | --------- | ------- | ----- |
| 1   | 46 | Valentino Rossi          | Nastro Azzurro Honda       | Honda        | 28   | 45:03.414 | 1       | 25    |
| 2   | 65 | Loris Capirossi          | West Honda Pons            | Honda        | 28   | +0.660    | 2       | 20    |
| 3   | 11 | Tōru Ukawa               | Repsol YPF Honda           | Honda        | 28   | +7.530    | 6       | 16    |
| 4   | 56 | Shin'ya Nakano           | Gauloises Yamaha Tech 3    | Yamaha       | 28   | +8.653    | 3       | 13    |
| 5   | 6  | Norick Abe               | Antena 3 Yamaha-d'Antin    | Yamaha       | 28   | +9.224    | 7       | 11    |
| 6   | 28 | Àlex Crivillé            | Repsol YPF Honda           | Honda        | 28   | +13.211   | 9       | 10    |
| 7   | 1  | Kenny Roberts Jr         | Telefonica Movistar Suzuki | Suzuki       | 28   | +13.305   | 5       | 9     |
| 8   | 3  | Max Biaggi               | Marlboro Yamaha            | Yamaha       | 28   | +13.663   | 8       | 8     |
| 9   | 4  | Alex Barros              | West Honda Pons            | Honda        | 28   | +17.357   | 12      | 7     |
| 10  | 15 | Sete Gibernau            | Telefonica Movistar Suzuki | Suzuki       | 28   | +21.697   | 11      | 6     |
| 11  | 17 | Jurgen van den Goorbergh | Proton Team KR             | Proton KR    | 28   | +37.649   | 13      | 5     |
| 12  | 12 | Haruchika Aoki           | Arie Molenaar Racing       | Honda        | 28   | +48.587   | 14      | 4     |
| 13  | 10 | José Luis Cardoso        | Antena 3 Yamaha-d'Antin    | Yamaha       | 28   | +1:01.110 | 17      | 3     |
| 14  | 14 | Anthony West             | Dee Cee Jeans Racing       | Honda        | 28   | +1:06.173 | 19      | 2     |
| 15  | 8  | Chris Walker             | Shell Advance Honda        | Honda        | 28   | +1:08.255 | 16      | 1     |
| 16  | 19 | Olivier Jacque           | Gauloises Yamaha Tech 3    | Yamaha       | 28   | +1:10.262 | 15      |       |
| 17  | 9  | Leon Haslam              | Shell Advance Honda        | Honda        | 28   | +1:15.130 | 18      |       |
| 18  | 16 | Johan Stigefelt          | Sabre Sport                | Sabre V4     | 27   | +1 giro   | 20      |       |
| 19  | 21 | Barry Veneman            | Dee Cee Jeans Racing       | Honda        | 27   | +1 giro   | 22      |       |
| 20  | 68 | Mark Willis              | Pulse GP                   | Pulse        | 27   | +1 giro   | 23      |       |

### Ritirati
| Nº | Pilota        | Squadra             | Motocicletta | Giri | Griglia |
| -- | ------------- | ------------------- | ------------ | ---- | ------- |
| 5  | Garry McCoy   | Red Bull Yamaha WCM | Yamaha       | 17   | 4       |
| 41 | Noriyuki Haga | Red Bull Yamaha WCM | Yamaha       | 4    | 10      |

### Non partito
| Nº | Pilota        | Squadra  | Motocicletta | Griglia |
| -- | ------------- | -------- | ------------ | ------- |
| 24 | Jason Vincent | Pulse GP | Pulse        | 21      |

## Classe 250

### Arrivati al traguardo
| Pos | Nº | Pilota              | Squadra                     | Motocicletta | Giri | Tempo     | Griglia | Punti |
| --- | -- | ------------------- | --------------------------- | ------------ | ---- | --------- | ------- | ----- |
| 1   | 74 | Daijirō Katō        | Telefonica Movistar Honda   | Honda        | 26   | 42:31.371 | 1       | 25    |
| 2   | 5  | Marco Melandri      | MS Aprilia Racing           | Aprilia      | 26   | +0.083    | 3       | 20    |
| 3   | 31 | Tetsuya Harada      | MS Aprilia Racing           | Aprilia      | 26   | +15.806   | 2       | 16    |
| 4   | 15 | Roberto Locatelli   | MS Eros Ramazzotti Racing   | Aprilia      | 26   | +17.666   | 4       | 13    |
| 5   | 10 | Fonsi Nieto         | Valencia Circuit Aspar      | Aprilia      | 26   | +34.031   | 5       | 11    |
| 6   | 99 | Jeremy McWilliams   | Aprilia Grand Prix          | Aprilia      | 26   | +34.233   | 11      | 10    |
| 7   | 9  | Sebastián Porto     | Yamaha Kurz                 | Yamaha       | 26   | +34.312   | 8       | 9     |
| 8   | 44 | Roberto Rolfo       | Safilo Oxydo Race           | Aprilia      | 26   | +35.074   | 12      | 8     |
| 9   | 8  | Naoki Matsudo       | Petronas Sprinta Yamaha TVK | Yamaha       | 26   | +35.185   | 13      | 7     |
| 10  | 66 | Alex Hofmann        | Dark Dog Racing Factory     | Aprilia      | 26   | +51.599   | 23      | 6     |
| 11  | 18 | Shahrol Yuzy        | Petronas Sprinta Yamaha TVK | Yamaha       | 26   | +53.805   | 19      | 5     |
| 12  | 50 | Sylvain Guintoli    | Equipe de France - Scrab GP | Aprilia      | 26   | +54.066   | 15      | 4     |
| 13  | 42 | David Checa         | Team Fomma                  | Honda        | 26   | +54.475   | 16      | 3     |
| 14  | 12 | Klaus Nöhles        | MS Aprilia Racing           | Aprilia      | 26   | +55.285   | 17      | 2     |
| 15  | 6  | Alex Debón          | Valencia Circuit Aspar      | Aprilia      | 26   | +57.738   | 10      | 1     |
| 16  | 20 | Jerónimo Vidal      | PR2 Metrored                | Aprilia      | 26   | +1:09.396 | 9       |       |
| 17  | 57 | Lorenzo Lanzi       | Campetella Racing           | Aprilia      | 26   | +1:19.289 | 22      |       |
| 18  | 19 | Julien Allemand     | Antena 3 Yamaha-d'Antin     | Yamaha       | 26   | +1:19.734 | 21      |       |
| 19  | 7  | Emilio Alzamora     | Telefonica Movistar Honda   | Honda        | 26   | +1:20.139 | 18      |       |
| 20  | 21 | Franco Battaini     | MS Eros Ramazzotti Racing   | Aprilia      | 26   | +1:20.329 | 7       |       |
| 21  | 23 | Cesar Barros        | Yamaha Kurz                 | Yamaha       | 25   | +1 giro   | 24      |       |
| 22  | 55 | Diego Giugovaz      | Edo Racing                  | Yamaha       | 25   | +1 giro   | 25      |       |
| 23  | 51 | Jonathan van Vuuren | Privest Yamaha-d'Antin      | Yamaha       | 25   | +1 giro   | 26      |       |
| 24  | 98 | Katja Poensgen      | Dark Dog Racing Factory     | Aprilia      | 25   | +1 giro   | 28      |       |

### Ritirati
| Nº | Pilota             | Squadra                     | Motocicletta | Giri | Griglia |
| -- | ------------------ | --------------------------- | ------------ | ---- | ------- |
| 81 | Randy de Puniet    | Equipe de France - Scrab GP | Aprilia      | 24   | 14      |
| 22 | David de Gea       | Antena 3 Yamaha-d'Antin     | Yamaha       | 12   | 20      |
| 45 | Stuart Edwards     | FCC-TSR                     | Honda        | 9    | 29      |
| 37 | Luca Boscoscuro    | Campetella Racing           | Aprilia      | 6    | 6       |
| 11 | Riccardo Chiarello | Aprilia Grand Prix          | Aprilia      | 2    | 30      |

### Squalificato
| Nº | Pilota     | Squadra          | Motocicletta | Giri | Griglia |
| -- | ---------- | ---------------- | ------------ | ---- | ------- |
| 26 | Iván Silva | Queroseno Racing | Honda        | 12   | 27      |

## Classe 125

### Arrivati al traguardo
| Pos | Nº | Pilota               | Squadra                 | Motocicletta | Giri | Tempo     | Griglia | Punti |
| --- | -- | -------------------- | ----------------------- | ------------ | ---- | --------- | ------- | ----- |
| 1   | 41 | Yōichi Ui            | L & M Derbi             | Derbi        | 24   | 41:27.323 | 1       | 25    |
| 2   | 54 | Manuel Poggiali      | Gilera Racing           | Gilera       | 24   | +1.288    | 3       | 20    |
| 3   | 5  | Noboru Ueda          | FCC-TSR                 | TSR-Honda    | 24   | +7.149    | 2       | 16    |
| 4   | 23 | Gino Borsoi          | LAE - UGT 3000          | Aprilia      | 24   | +7.365    | 7       | 13    |
| 5   | 29 | Ángel Nieto Jr       | Viceroy Team            | Honda        | 24   | +7.731    | 5       | 11    |
| 6   | 21 | Arnaud Vincent       | Team Fomma              | Honda        | 24   | +7.989    | 11      | 10    |
| 7   | 11 | Max Sabbatani        | Bossini Fontana Racing  | Aprilia      | 24   | +8.114    | 16      | 9     |
| 8   | 17 | Steve Jenkner        | LAE - UGT 3000          | Aprilia      | 24   | +15.140   | 18      | 8     |
| 9   | 15 | Alex De Angelis      | Matteoni Racing         | Honda        | 24   | +24.741   | 14      | 7     |
| 10  | 4  | Masao Azuma          | Liegeois Competition    | Honda        | 24   | +30.750   | 9       | 6     |
| 11  | 7  | Stefano Perugini     | Italjet Racing          | Italjet      | 24   | +30.833   | 13      | 5     |
| 12  | 6  | Mirko Giansanti      | Axo Racing              | Honda        | 24   | +31.005   | 17      | 4     |
| 13  | 26 | Daniel Pedrosa       | Telefonica Movistar jnr | Honda        | 24   | +31.190   | 15      | 3     |
| 14  | 8  | Gianluigi Scalvini   | Italjet Racing          | Italjet      | 24   | +31.818   | 8       | 2     |
| 15  | 22 | Pablo Nieto          | L & M Derbi             | Derbi        | 24   | +32.198   | 12      | 1     |
| 16  | 25 | Joan Olivé           | Telefonica Movistar jnr | Honda        | 24   | +35.977   | 27      |       |
| 17  | 19 | Alessandro Brannetti | Team Crae               | Aprilia      | 24   | +36.383   | 23      |       |
| 18  | 24 | Toni Elías           | Telefonica Movistar jnr | Honda        | 24   | +37.833   | 6       |       |
| 19  | 9  | Lucio Cecchinello    | MS Aprilia LCR          | Aprilia      | 24   | +58.806   | 4       |       |
| 20  | 34 | Eric Bataille        | Axo Racing              | Honda        | 24   | +1:01.405 | 28      |       |
| 21  | 28 | Gábor Talmácsi       | Racing Service          | Honda        | 24   | +1:12.989 | 25      |       |
| 22  | 39 | Jaroslav Huleš       | Matteoni Racing         | Honda        | 24   | +1:25.036 | 20      |       |
| 23  | 10 | Jarno Müller         | PEV-Spalt-ADAC Sachsen  | Honda        | 23   | +1 giro   | 19      |       |
| 24  | 12 | Raúl Jara            | MS Aprilia LCR          | Aprilia      | 23   | +1 giro   | 30      |       |

### Ritirati
| Nº | Pilota             | Squadra                  | Motocicletta | Giri | Griglia |
| -- | ------------------ | ------------------------ | ------------ | ---- | ------- |
| 14 | Phillipp Hafeneger | Liegeois Competition     | Honda        | 13   | 29      |
| 27 | Marco Petrini      | Racing Service           | Honda        | 11   | 26      |
| 20 | Gaspare Caffiero   | Bossini Fontana Racing   | Aprilia      | 9    | 10      |
| 31 | Ángel Rodríguez    | Valencia Circuit Aspar   | Aprilia      | 8    | 21      |
| 18 | Jakub Smrž         | Budweiser Budvar Hanusch | Honda        | 0    | 24      |

### Non partito
| Nº | Pilota       | Moto    | Griglia |
| -- | ------------ | ------- | ------- |
| 16 | Simone Sanna | Aprilia | 22      |

### Non qualificato
| Nº | Pilota        | Moto    |
| -- | ------------- | ------- |
| 58 | Jason Wessels | Aprilia |